# Принц царски од Бразила
Принц империјални (принцеза царска када је носилац жена; порт. Príncipe Imperial do Brasil) је титула настала након проглашења независности Царства Бразила, 1822. године, да би се означио наследник или претпостављени наследник бразилског царског престола. Чак и након проглашења Републике 1889. године, титулу је задржала бразилска царска породица.

## Списак принчева царских
| Слика | Име                        | Животни век                         | Мандат                                                                     | Напомене |
| ----- | -------------------------- | ----------------------------------- | -------------------------------------------------------------------------- | --- |
|       | принцеза Марија да Глорија | 4. април 1819 – 15. новембар 1853   | 12. октобар 1822 – 2. децембар 1825 </br> 7. април 1831 – 30. октобар 1835 | Претпостављена наследница од 1822. до 1825. године, због рођења њеног брата Педра, и од његовог уздизања до њеног искључења из бразилске линије наследства по закону бр. 91 од 30. октобра 1835. године. |
|       | Принц Педро де Алкантара   | 2. децембар 1825 – 5. децембар 1891 | 2. децембар 1825 – 7. април 1831                                           | Царски наследник од 1825. до ступања на бразилски престо 1831. |
|       | принцеза Јануариа          | 11. март 1822 – 13. март 1901       | 30. октобар 1835 – 23. фебруар 1845                                        | Принцеза Империјал од 1835. до 1845. године, до рођења њеног нећака Афонса |
|       | принц Афонсо               | 23. фебруар 1845 – 11. јун 1847     | 23. фебруар 1845 – 11. јун 1847                                            | Старији син цара Педра II |
|       | Принц Педро Афонсо         | 19. јул 1848 – 10. јануар 1850      | 19. јул 1848 – 10. јануар 1850                                             | Млађи син цара Педра II |
|       | принцеза Изабела           | 29. јул 1846 – 14. новембар 1921    | 11. јун 1847 – 19. јул 1848 </br> 9. јануар 1850 – 5. децембар 1891        | Принцеза царска од смрти свог старијег брата до рођења њеног млађег брата, и од његове смрти до смрти цара                                                                                               |

| Слика | Име                      | Животни век                        | Мандат                              | Напомене |
| ----- | ------------------------ | ---------------------------------- | ----------------------------------- | --- |
|       | Принц Педро де Алкантара | 15. октобар 1875 – 29. јануар 1940 | 5. децембар 1891 – 30. октобар 1908 | Стилизован као принц од Грао-Пара од 1875. до 1891. године, постао је принц царски након смрти свог деде Педра II . Одрекао се својих титула да би се оженио некраљевском . |
|       | Принц Луис               | 26. јануар 1878 – 26. март 1920    | 30. октобар 1908 – 26. март 1920    | Стилизован као принц царски након одрицања његовог брата. Након што је његова титула додељена његовом најстаријем сину, Педру Хенрикуу.                                     |
|       | Принц Педро Хенрике      | 13. септембар 1909 – 5. јул 1981   | 26. март 1920 – 14. новембар 1921   | Полагао право на титулу принца од Грао-Пара од 1909. до 1920. године. Полагао је титулу принца царског од смрти свог оца 1920. до смрти своје баке 1921. године.            |

| Слика | Име                 | Животни век                          | Мандат                                | Напомене |
| ----- | ------------------- | ------------------------------------ | ------------------------------------- | --- |
|       | Принц Луиз Гастао   | 19. фебруар 1911 – 8. септембар 1931 | 14. новембар 1921 – 8. септембар 1931 | Млађи брат Педра Хенрикеа, који је тражио титулу царског принца од смрти своје баке 1921. до његове смрти 1931. године.                                         |
|       | принцеза Пиа Марија | 4. март 1913 – 24. октобар 2000      | 8. септембар 1931 – 6. јун 1938       | Млађа сестра Педра Хенрикеа, који је полагао право на титулу принцезе царске од смрти њеног брата Луиза Гастаа 1931. до рођења њеног нећака Луиза 1938.         |
|       | принц Луиз          | 6. јун 1938 – 15. јул 2022           | 6. јун 1938 – 5. јул 1981             | Подносилац захтева за титулу царског принца од 1938. до 1981. године, све док није наследио свог оца принца Педра Хенрикеа на месту шефа бразилске царске куће. |
|       | принц Бертранд      | рођен 2. фебруара 1941               | 5. јул 1981. – 15. јул 2022           | Млађи брат принца Луиза и носилац титуле до Луизове смрти. |
|       | принц Антонио       | рођен 24.06.1950                     | 15. јул 2022 – данас                  | Млађи брат принца Бертранда и тренутно носилац титуле од 2022.                                                                                                  |